# Bradysia lucichaeta
Bradysia lucichaeta är en tvåvingeart som beskrevs av Werner Mohrig och Nina Krivosheina 1989. Bradysia lucichaeta ingår i släktet Bradysia och familjen sorgmyggor.
Artens utbredningsområde är Turkmenistan. Inga underarter finns listade i Catalogue of Life.